# 강경여자중학교
강경여자중학교(江景女子中學校)는 대한민국 충청남도 논산시 강경읍 남교리에 있는 공립 중학교이다.

## 학교 연혁
- 1936년 4월 11일 : 강경공립실과여학교로 설립 인가(3년제)
- 1943년 4월 21일 : 강경공립고등여학교로 인가
- 1950년 4월 1일 : 강경여자중학교로 교명 변경
- 1951년 9월 1일 : 강경여자중.고등학교로 개편 인가
- 1976년 3월 1일 : 중.고 분리
- 2024년 9월 1일 : 제35대 김용권 교장 취임
- 2025년 2월 6일 : 제75회 졸업생 27명 (누계 17,973명)
- 2025년 3월 4일 : 제78회 입학생 32명

## 참고 자료
- 강경여자중학교 - 한국교육학술정보원 학교알리미